# 監督 (小説)
『監督』（かんとく）は、海老沢泰久の小説。
プロ野球元監督の広岡達朗を実名のままモデルにしているが、作品としてはフィクションである。
1979年第81回直木賞候補作品。

## 作品世界
物語の舞台は1978年頃 の日本。プロ野球チーム『エンゼルス』は架空の球団だが、そのモデルは実世界でも当時弱小球団と呼ばれていたヤクルトスワローズである。「先輩を差し置いて監督に就任したくないのでコーチとして入団」「家族主義的なチームカラー」「新人ショートを抜擢」「主砲外国人の放出」「元巨人の捕手を腹心のコーチとして招聘」など、当時のヤクルトスワローズや広岡達朗を想起させる内容が記載されている一方、「主砲のトレード相手が活躍」「前任の監督が占い師によって打順をきめていた」「外国人投手が入団」など、現実とは異なる部分 も多数見受けられ、現実をモチーフとしたフィクション小説であることがわかる。
エンゼルス以外の選手・チームは全て実在の名前で登場している。ただし、チーム名はエンゼルスを含め愛称のみで語られており、オーナー企業名はオリンピック建設。登場人物の大半が姓のみ で書かれ、広岡や選手の家族も名前が出てこない。モデルが特定できる人物が悪役として描かれるのみならず違法行為まで手に染める描写となっているが、特に名誉毀損訴訟などは起こされていない。

## あらすじ
球団創設以来20年間「ドンケツ・エンゼルス」と呼ばれ続けているプロ野球チームエンゼルスは、その年も夏には首位ジャイアンツから26ゲーム差も離されての最下位。チームは6連続安打で一点も取れない珍記録 を出すわ、監督はノイローゼからスターティングメンバーを祈祷師に占わせて決めているわと、絶望的な状況に陥っていた。
現監督を解任したチームオーナーは、ヘッドコーチの広岡達朗に新監督の就任を依頼することになった。

## 登場人物

### 監督・コーチ陣
広岡達朗主人公。現役時代はジャイアンツの選手で、ポジションはショート。
引退後は他球団のコーチ、解説者等を経てエンゼルスから監督招聘されるも、プライドの高い現役時代の先輩がエンゼルスのコーチにいたことから、自らが監督になることは固辞し、その先輩が監督となるならコーチとして入団することは構わないと受諾する。結局はその先輩も監督になったもののノイローゼで退団することになり、監督を引き受けざるを得なくなってしまった。
監督就任当初は生え抜きコーチの策略に敢えて乗り立場を危うくするが、それを乗り切り選手達の意識改革や技術向上に辣腕を振るい、エンゼルスを勝てるチームへと導いて行くことになる。
家族は妻・長男・長女。
渡会洋一広岡のジャイアンツ時代の同期。広岡が監督に就任した時点では評論家であったが、広岡の要望を受け翌年度にはコーチとして入閣し腹心を務める。現役時のポジションは捕手だが、レギュラーはとりきれなかった。楽観主義者。
高柳守備コーチ。チーム生え抜き。高卒ながらも当時のレギュラー争いを勝ち抜き、ショートのポジションでオールスターにまで出られたほどの選手であった。その為、元スター選手としてフロントにも支持する層がいたが、指導者としての理念は無いに等しく、勝手気儘に野球をするエンゼルスに何ら疑問を持たずにコーチを続けていた。
監督への出世欲が強く、広岡の監督就任時にも自分が監督に選ばれると思いこんでいた。その為に、広岡を監督の座から引きずりおろすことに躍起になり汚い手も使ったが、最後はエンゼルスの優勝を願って去って行った。
草野打撃コーチ。現役時代は外野手。高柳子飼いのコーチであったが、広岡の意識改革により、高柳の配下から離れることになる。

### 球団フロント
岡田三郎エンゼルスのオーナー企業であるオリンピック建設の社長。
広岡の監督就任前までは選手達をひたすら甘やかすだけであったが、それがチームを駄目にしていることを広岡に何度も指摘され、彼自身の意識も変わることとなる。
野球に関しては広岡に窘められることが多いが、実業家としての手腕は一流で、独自の情報網と裏社会にも通ずるような組織を要してチームの危機を救う活躍も見せる。
副社長オリンピック建設経理担当の副社長。姓名とも作中に出ていない。社長の岡田とは大学時代からのつきあい。
エンゼルスについては岡田に散々厭みを言うほど否定的でいたが、チームが強くなり観客動員が増えると何も言わなくなった。
オリンピック建設にはこの副社長の他、もう一人副社長がおり、独創的な岡田と現実的な彼ら二人の組み合わせが、オリンピック建設を繁栄させている。
佐々木球団社長。岡田や選手のキレ具合にすぐおろおろしてしまう素振りを見せる、割と弱気な人物。
西尾藤子オリンピック建設の社長秘書。名の読みは「とうこ」。広岡のファンであることを本人の前で明言している。岡田にお尻を触られるなど、しばしセクハラを受けているが、大人の態度で許容している（ちなみに当時セクハラという言葉は浸透していない）。
酒寄エンゼルスの一軍総務。選手の契約更改を担当。広岡の意をある程度酌んでいたようで、冷徹な年俸査定を淡々と進めた。

### 選手
高原俊足好打の外野手で、選手会副会長。チーム内では選手の見本とされ、チームリーダー的な立場。ポジションはレフト→センター。打順は3番→1番。広岡就任時の年は盗塁王を争っており、最終的に獲得した。エンゼルスの勝手気儘なプレイスタイルに染まっていたが、広岡の説得によりチームプレイで勝つための野球に目覚める。
大滝エース格のピッチャーで、選手会会長。勝利投手の権利を得ると途端に責任を放棄して中継ぎ陣に押しつけるような立ち回りをしていたが、広岡に厳しく矯正され真のエースへと成長する。
市川捕手。打順は8番。打力は弱いが、堅実な守備力と絶妙なリードからレギュラーの座を守っている。広岡が指揮する最初の試合で受けたアドバイスから、広岡のことを信頼する最初の選手となる。
チャーリイ・ヘミングウェイ外国人左腕投手。流暢な日本語を話す。カリフォルニア・エンゼルスの現役大リーガーであったが、オーナーの尽力と、妻が日本人であったことも影響して、エンゼルスでプレイすることになった。日本人は必要以上に譲歩する時が最も怒っている時でありそれが結果的に一番恐ろしいことであるとの認識を妻との経験で学んでおり、同じような態度で接した広岡に恐怖することになる。
羽後大卒三年目の内野手でショート。イースタンリーグでは首位打者を獲得する実力があったが、なぜか一軍には上がれていなかった。通常の守備位置より1メートル後ろに下がっていても普通にアウトにできるほどの強肩と守備センスを持つ。二軍の秋期練習で広岡に見いだされ一軍へ昇格した。打順は6番。
武富ホークスからトレードで入団した内野手。ポジションはファースト。打順は5番。攻守のバランスの良さに広岡が目をつけ、ホークス所属時の監督との折り合いが悪く一軍出場の機会が少なかったこともあって、すんなりとトレードが成立した。
木原長年セカンドを守るベテランであったが、広岡就任二年目のオープン戦初戦でバント失敗とエラーをしたことから即二軍に落とされる。打順は2番。
加納入団三年目の若手。広岡の就任時はショートストップだったが、肩の弱さからセカンドにコンバートされ、木原とレギュラー争いすることになる。レギュラー定着後は木原に代わって2番を打つ。
ハドソン外国人選手でポジションはファースト。打順は4番。打撃は優秀 だが、守備力が低く、また走力も劣っていること、また、好成績も帳尻合わせの部分があることから広岡の構想からは外れ、翌年にはDHのあるパ・リーグにトレードされる。
マノックス外国人選手の外野手でポジションはライト→レフト。肩が弱いためにコンバートされた。当初はスクイズを嫌がりヒッティングを望むなどの態度を見せていた。打順は5番→4番（ハドソン移籍後）。
寺田外野手でポジションはセンター→ライト。肩の強さを見込まれコンバートされた。打順は6番→3番。広岡の監督就任までは自分勝手に引っ張ってばかりの打法であった。しかし、広岡の影響で流し打ちやチームプレイを覚え、広岡の就任2年目にはベンチからのサインが出ないことに不審がるほどとなる。
神田サード。打順は7番。
小松投手。右のリリーフ。
小倉投手。大滝に次ぐ先発二番手。
岩間投手。サウスポー。先発ローテーションの一角。
下条投手。左のリリーフ。高柳達が実権を任された連戦中に、23対0の大敗を喫した試合の最後の投手であった。11失点を受けたが後続の投手を使いきってしまっていたため、最後は涙目で投球をしていたことを相手打者の衣笠祥雄に見抜かれわざと三振してもらった。その後は立ち直り、大事な場面に起用されることも。
小川投手。一軍と二軍を行ったり来たりしているレベルの選手。高柳達が実権を任された連戦中に二日酔いで登板していたことにより、広岡復権後は即座に二軍へ落とされた。結局解雇されてしまう。
山崎投手。作品当初は先発三番手の位置にいたが、高柳達が実権を任された連戦中に二日酔いで登板していたことにより、広岡復権後は即座に二軍へ落とされた。結局解雇されてしまう。
弓田外野手。高原が怪我で欠場中に代わりに起用された。

### その他
高原の妻野球のことはあまり詳しくないが、高原が悩んでいる時には一緒になってどうしたらよいか考える良妻。その献身的な愛は、時に自身が気づかぬほど高原を力強くしていた。
江藤国夫野球賭博関係のブラックリストに載っている人物。高柳が現役の際に多少の交流があったが、黒い霧事件の後に連絡は途絶えていた。

## 作品内における野球理論
- 野手の成績は打撃成績だけを見ず、走力・守備力等を総合し相手に与えた得点も考慮して評価するべきである。
- 足の速い選手は闇雲に次の塁へ盗塁をするだけでなく、ランナーの動きから相手投手の投げられる球種に制限を与えたり、盗塁するアクションで守備体型を見破るなどの揺さぶりをかけることで、試合の展開を少しでも有利に進める役割がある。
- プロ野球選手は野球をすることが仕事ではなく、試合に勝つことが仕事。
- 選手はサボりたがり。常にチーム内でも競争させ、危機感を煽っていなければいけない。

## 書籍
- 初出単行本 新潮社 1979年3月25日発行 ISBN 4-10-331301-3
- 文庫本 新潮文庫 1982年3月25日発行 ISBN 4-10-126601-8
- 文庫本 文春文庫 1995年1月10日発行 ISBN 4-16-741406-6